# Марк Атанас Парфе Еє Де Мюр

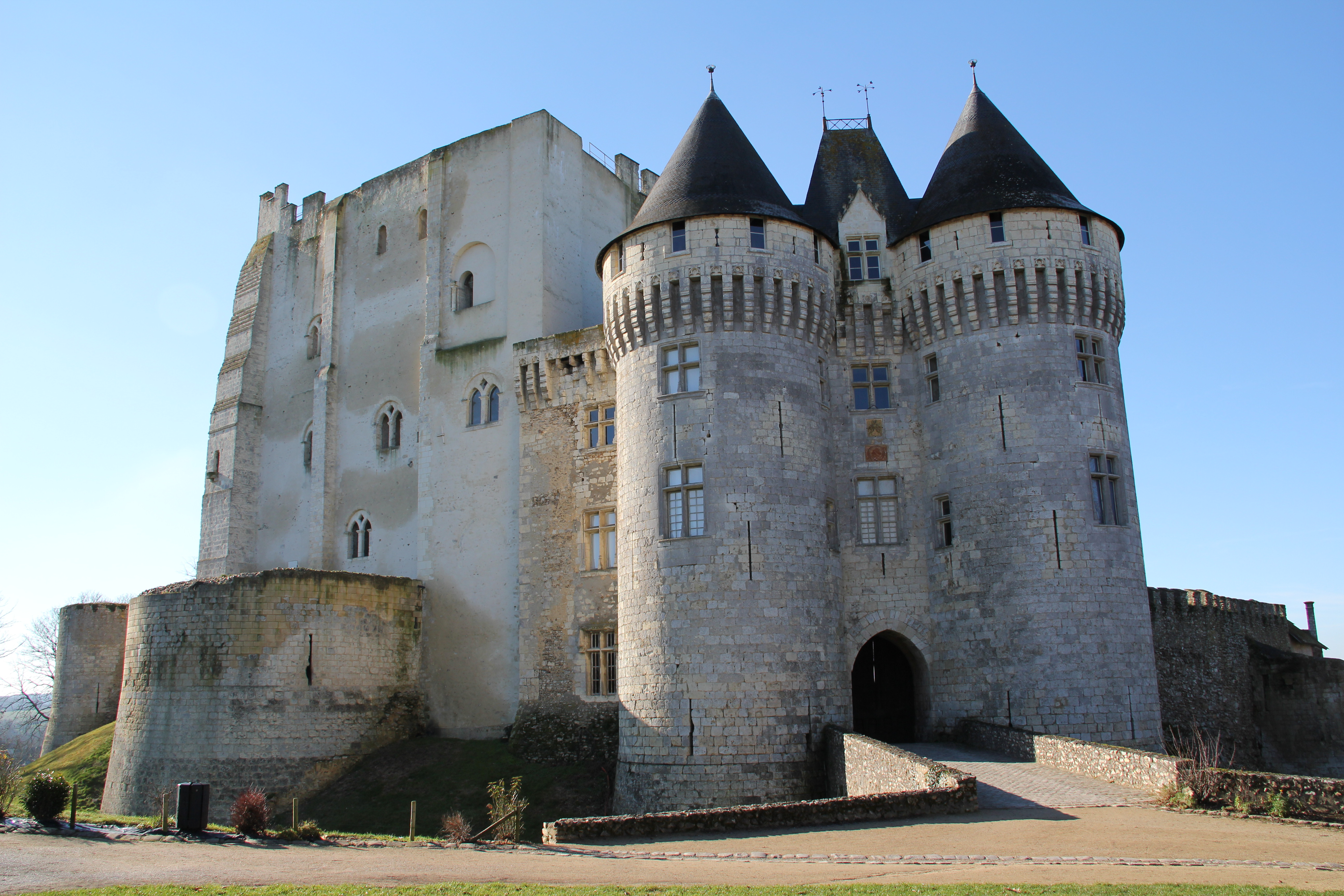
Шато Сен-Жан

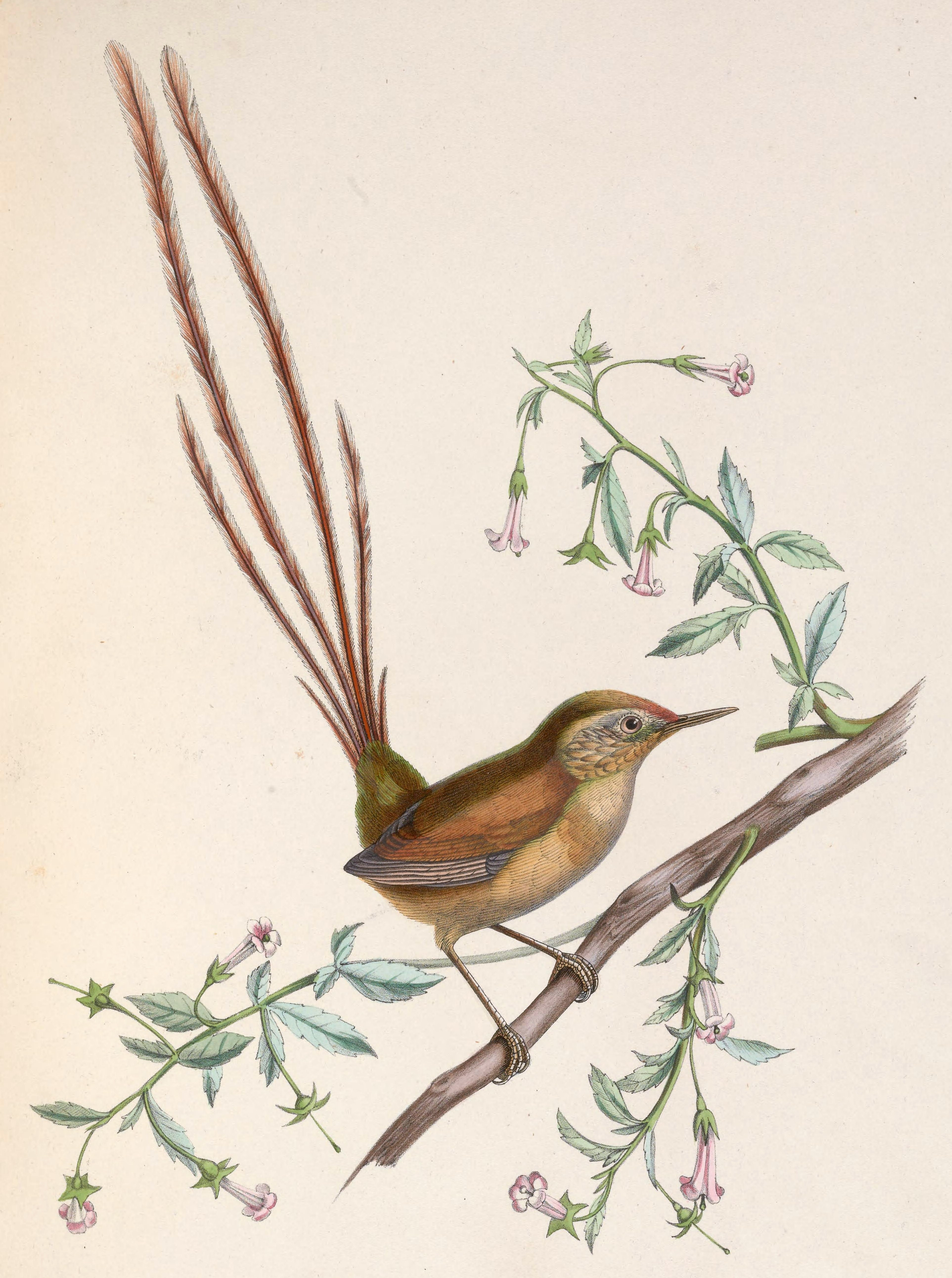
Ілюстрація Де Мурса тієрала.

Марк Атанас Парфе Еє Де Мюр (фр. Marc Athanase Parfait Œillet des Murs; 18 квітня 1804 — 25 лютого 1894) — французький орнітолог-любитель, локальний політик та історик.

## Біографія
Його батьками були Жак Філіп Атанас Еє Де Мюр і Марі Генрієт Гар. Він вступив до магістратури в 1830 році і залишив її в 1838 році. У 1841 році він став адвокатом у Касаційному суді, але в 1846 році пішов у відставку в департамент Ер і Луар, де в 1843 році він купив замок Шато Сен-Жан поблизу міста Ножан-ле-Ротру та розпочав масштабні реставраційні роботи. Він був мером Ножан-ле-Ротру з 1860 по 1868 роки. У 1885 році, вклавши значну частину своїх коштів в реставрацію Шато, він продав його.

## Орнітологія
Він опублікував багато робіт. Його основні роботи з орнітології включають
- Iconographie Ornithologique,[5] (1849), книга ілюстрацій та описів птахів.
- Орнітологічний розділ Voyage autour du monde sur la fregate la Vénus: Zoologie[6] (Подорож навколо світу на фрегаті Венера: зоологія) у співпраці з Флораном Прево (1855), в якому вони описали кілька нових видів.
- Traité général d'oologie ornithologique au point de vue de la classification[7] (Загальний трактат про орнітологічну оологію з точки зору класифікації), 1860. Один рецензент похвалив знання автора з оології, але не погодився з тим, що він покладався на схожість яєць, надто мало уваги до іншої інформації, у класифікації птахів.[8]
- Leçons élémentaires sur l'histoire naturelle des oiseaux[9] (Елементарні уроки з природної історії птахів), популяризація орнітології, в якій він приєднався до Жуля Верро у співпраці з Жаном-Шарлем Шеню.